# Amtsgericht Reichenau
Das Amtsgericht Reichenau war ein Gericht der ordentlichen Gerichtsbarkeit und ein Amtsgericht in Sachsen mit Sitz in Reichenau.

## Geschichte
In Reichenau bestand bis 1879 das Gerichtsamt Reichenau als Eingangsgericht. Im Rahmen der Reichsjustizgesetze wurden 1879 im Königreich Sachsen die Gerichtsämter aufgehoben und Amtsgerichte, darunter das Amtsgericht Reichenau, geschaffen. Der Gerichtssprengel umfasste Reichenau (Zittauer und klösterlichen Anteils), Dornhennersdorf, Friedersdorf, Friedreich, Gießmannsdorf, Lichtenberg, Markersdorf mit neuen Häusern, Maxdorf, Mittelweigsdorf, Neugersdorf, Oberweigsdorf mit Brüderhäusern, Oppelsdorf, Reibersdorf, Sommerau, Türchau, Wald und Zittel. Das Amtsgericht Reichenau war eines von 18 Amtsgerichten im Bezirk des Landgerichtes Bautzen. Der Amtsgerichtsbezirk umfasste danach 13.456 Einwohner. Das Gericht hatte damals eine Richterstelle und war ein kleines Amtsgericht im Landgerichtsbezirk.
Das Amtsgericht Reichenau wurde bereits zum 30. Juni 1883 aufgehoben und sein Sprengel dem des Amtsgerichtes Zittau zugeschlagen. Es wurde jedoch zum 1. Juli 1898 erneut gebildet. Mit der Neueinrichtung des Amtsgerichtes Reichenau 1898 verblieben Friedersdorf, Sommerau und Zittel beim Amtsgericht Zittau. Der ganze Amtsgerichtsbezirk wurde 1945 durch die Siegermächte von Deutschland abgetrennt und unter polnische Verwaltung gestellt. Damit endete auch die Geschichte des Amtsgerichtes Reichenau.